# Whitfield Crane

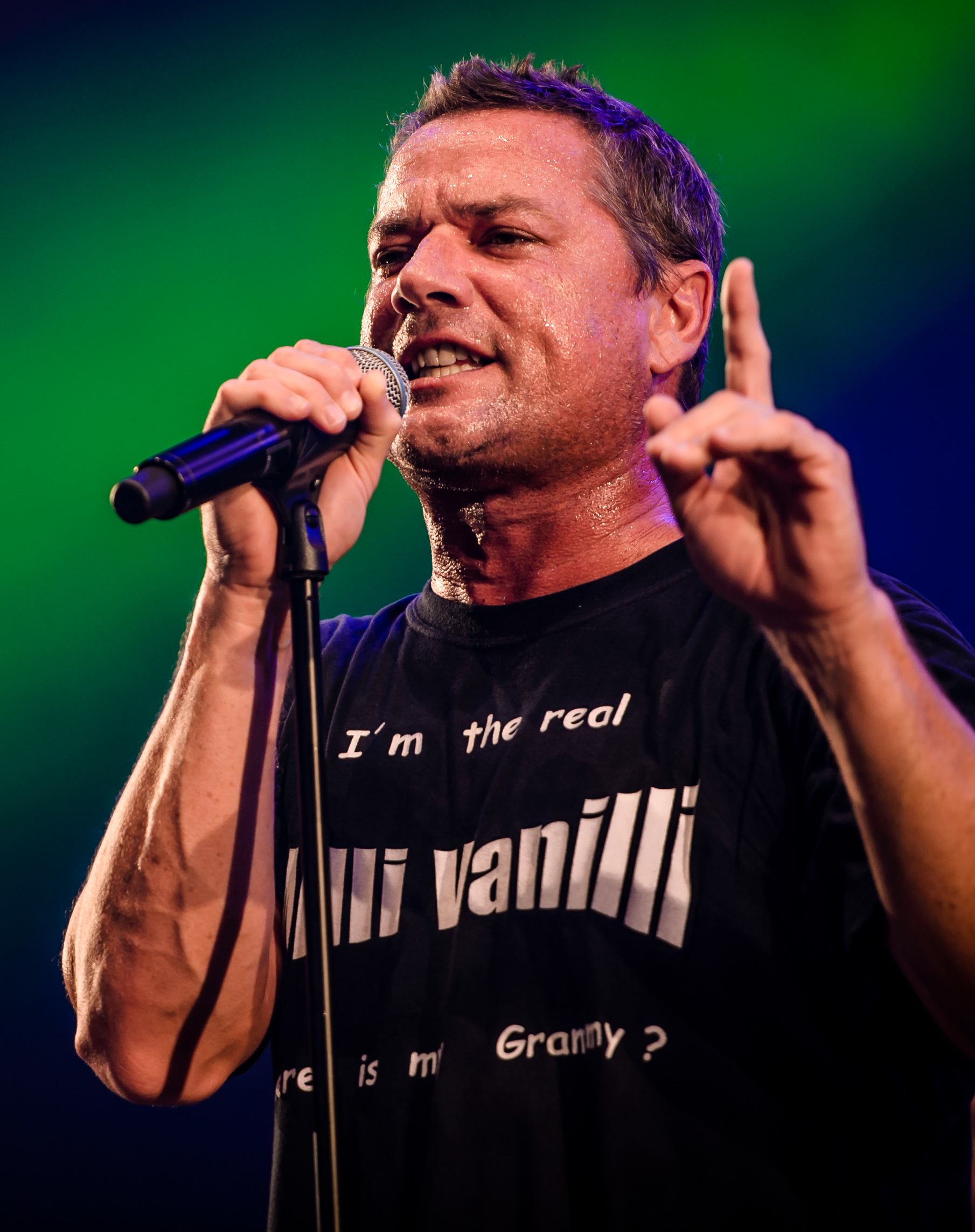
Whitfield Crane (2017)

William Whitfield Crane IV (Palo Alto, California; 19 de enero de 1968) es un músico estadounidense, conocido por ser el vocalista fundador de la banda de Heavy Metal norteamericana Ugly Kid Joe, cuya carrera se extendió desde 1989 hasta 1997.
Tras la separación de Ugly Kid Joe Whitfield militó en la banda Life of Agony y fundó junto a Logan Mader la banda Medication, que se separó en 2002. Actualmente milita como vocalista en la banda Another Animal, junto a varios miembros de Godsmack. El grupo fue fundado en 2006 y publicó su primer disco en 2007, alcanzando el sencillo Broken Again el puesto número 8 en el US Mainstream Rock del Billboard.
Whitfield ha realizado colaboraciones con varias bandas como Motörhead (cantando Born To Raise Hell en la versión para la BSO de Airheads y en el concierto del 25 aniversario de la banda), Alter Bridge o Sugar Ray, o cantando en Strait Up, un disco tributo a Lynn Strait.
En 2010 los integrantes de la banda Ugly Kid Joe dijeron que tienen planes de reunirse.